# Spoorlijn Wiesbaden - Diez
De spoorlijn Wiesbaden - Diez ook wel Aartalbahn genoemd is een Duitse spoorlijn tussen Wiesbaden en Diez. Het traject wordt beheerd door DB Netze, als lijn 3504 en verder als lijn 3500.

## Geschiedenis
Na de annexatie van Hertogdom Nassau door het Koninkrijk Pruisen in 1866 kreeg de Preußische Staatsbahn de gelegenheid met hulp van Nassauischen Staatsbahn het traject over de Taunuskamm tussen Wiesbaden en het gebied rond Limburg an der Lahn in drie delen tussen 1896 en 1894 aan te leggen.
Het traject werd in fases geopend:
- 1 juni 1870: Diez - Zollhaus
- 15 januari 1889: Wiesbaden Hbf - Bad Schwalbach
- 1 mei 1894: Zollhaus - Bad Schwalbach

Tegenwoordig wordt het zuidelijke traject gebruikt als spoorlijn voor museumtreinen. Het noordelijke traject wordt gebruikt door een onderneming met gebruik van draisines. Tussen beide delen zijn op dit moment geen activiteiten.

## Treindiensten

### Deutsche Bahn
De Deutsche Bahn verzorgde het personenvervoer op dit traject met RB-treinen. Ze gebruikten voor deze treindienst onder andere accutreinstellen van het type 517.

## Aansluitingen
In de volgende plaatsen was of is er een aansluiting op de volgende spoorlijnen:

### Wiesbaden
- Spoorlijn Keulen - Wiesbaden (Rechter Rheinstrecke)
- Spoorlijn Frankfurt - Wiesbaden (Taunus-Eisenbahn)
- Spoorlijn Wiesbaden - Aschaffenburg (Rhein-Main-Bahn)
- Ländchesbahn spoorlijn tussen Wiesbaden en Niedernhausen (Taunus)
- HSL spoorlijn tussen Keulen en Frankfurt/Wiesbaden

### Diez
- Spoorlijn Wetzlar - Koblenz (Lahntalbahn)

## Toekomst
Er bestaan sinds augustus 2008 plannen om een uurdienst op het traject tussen Limburg - Zollhaus door Zweckverband Schienenpersonennahverkehr Rheinland-Pfalz-Nord voor de ÖPNV in 2014 te reactiveren.
De Rhein-Main-Verkehrsverbund RMV is bezig met een onderzoek of het traject tussen Aarbergen en Wiesbaden rendabel is om te reactiveren. In maart/april 2009 wordt de uitslag verwacht.